# Automotive Hall of Fame
Automotive Hall of Fame (AHF, „automobilová síň slávy“) je organizace založená v roce 1939 pro ocenění výrazných osobnosti vývoje automobilismu. V roce 1971 skupina otevřela muzeum v Midlandu v americkém Michiganu. V roce 1997 byla otevřena nová budova muzea v Dearbornu v Michiganu.

## Historie
V roce 1939 založil kalifornský rodák a průkopník automobilismu Charles B. King společnost „Automotive Old Timers“ (AOT), která síni slávy předcházela.

## Členové
Rok uvedení je uveden v závorce.
- Mario Andretti (2005)
- Giovanni Agnelli (2002)
- O. Donavan Allen (1974)
- John W. Anderson (1972)
- Zora Arkus-Duntov (1991)
- Clarence W. Avery (1990)
- Warren E. Avis (2000)
- Bela Barenyi (1994)
- Vincent Bendix (1984)
- Walter Owen Bentley (1995)
- Karl Benz (1984)
- Nuccio Bertone (2006)
- Nils Bohlin (1999)
- Robert Bosch (1984)
- Charles A. Bott (1990)
- Ernest R. Breech (1979)
- Allen K. Breed (1999)
- Carl Breer (1976)
- Edward G. Budd (1985)
- Gordon M. Buehrig (1989)
- Ettore Bugatti (2000)
- David D. Buick (1974)
- Philip Caldwell (1990)
- Frank J. Campbell (1996)
- Michael Cardone (1994)
- Walter F. Carey (1981)
- Albert C. Champion (1977)
- Roy D. Chapin Jr. (1984)
- Roy D. Chapin, Sr (1972)
- Louis Chevrolet (1969)
- Walter P. Chrysler (1967)
- André Citroën (1998)
- J. Harwood Cochrane (1991)
- Edward N. Cole (1977)
- Archie T. Colwell (1988)
- Errett Lobban Cord (1976)
- Frederick C. Crawford (1983)
- Clessie L. Cummins (1973)
- Harlow H. Curtice (1971)
- Gottlieb Daimler (1978)
- Charles A. Dana (1978)
- Edward Davis (1996)
- Ralph De Palma (1973)
- Joseph R. Degnan (1997)
- W. Edwards Deming (1991)
- Rudolf Diesel (1978)
- Arthur O. Dietz (1983)
- Abner Doble (1972)
- Horace E. Dodge (1981)
- John F. Dodge (1997)
- Frederic G. Donner (1994)
- Harold D. Draper (1991)
- Fred S. Duesenburg (1970)
- John Dunlop (2005)
- William C. Durant (1968)
- Charles Duryea (1973)
- Frank Duryea (1996)
- Harley J. Earl (1986)
- Dale Earnhardt (2006)
- Joseph O. Eaton (1983)
- John E. Echlin (1985)
- Thomas Alva Edison (1969)
- Elliot M. Estes (1999)
- Henry T. Ewald (1996)
- Virgil Exner (1995)
- Battista Farina (2004)
- Enzo Ferrari (2000)
- Harvey S. Firestone, Jr (1975)
- Harvey S. Firestone, Sr (1974)
- Carl G. Fisher (1971)
- Alfred J. Fisher (1995)
- Charles T. Fisher (1995)
- Fred J. Fisher (1995)
- William A. Fisher (1995)
- Edward A. Fisher (1995)
- Lawrence P. Fisher (1995)
- Howard A. Fisher (1995)
- Walter E. Flanders (1994)
- Edsel Ford (1968)
- Henry Ford (1967)
- Henry Ford, II (1983)
- Bill France, Jr. (2006)
- Bill France, Sr. (2004)
- Herbert H. Franklin (1972)
- Carlyle Fraser (1981)
- Douglas A. Fraser (2000)
- Martin Fromm (1993)
- Thomas N. Frost (1970)
- Don Garlits (2004)
- Joe Girard (2001)
- Giorgetto Giugiaro (2002)
- John E. Goerlich (1990)
- Martin E. Goldman (1981)
- Andy Granatelli (2003)
- Richard H. Grant (1971)
- Zenon C.R. Hansen (1983)
- Donald Healey (2004)
- Max Hoffman (2003)
- William E. Holler (1969)
- Earl Holley (1995)
- George M. Holley, Sr. (1995)
- Sóičiró Honda (1989)
- August Horch (2000)
- Wayne Huizenga (2006)
- Anton Hulman, Jr (1978)
- Lee Hunter (1992)
- J.R. Hyde III (2004)
- Lee A. Iacocca (1994)
- Šódžiró Išibaši (2006)
- Alec Issigonis (2003)
- Thomas B. Jeffery (1975)
- Fred Jones (1994)
- Henry B. Joy (2003)
- Wunibald Kamm (2009)
- Jutaka Katajama (1998)
- K.T. Keller (1971)
- Frank D. Kent (1989)
- Charles F. Kettering (1967)
- William S. Knudsen (1968)
- John W. Koons, Sr (1988)
- Edward C. Larson (1984)
- Elliott Lehman (1993)
- Henry M. Leland (1973)
- Paul Weeks Litchfield (1984)
- Raymond Loewy (1997)
- Wilton D. Looney (1992)
- J. Edward Lundy (2003)
- William Lyons (2005)
- John M. Mack (1972)
- Wilhelm Maybach (1996)
- Frank E. McCarthy (2002)
- Denise McCluggage (2001)
- Robert B. McCurry (1997)
- Brouwer D. McIntyre (1975)
- Robert Samuel McLaughlin (1973)
- Robert S. McNamara (1995)
- Rene C. McPherson (1991)
- Édouard Michelin (2002)
- Andre Michelin (2002)
- Arjay Miller (2006)
- Harry A. Miller (2003)
- William L. Mitchell (1993)
- Hubert C. Moog (1988)
- Jim Moran (2005)
- Charles S. Mott (1973)
- Shirley Muldowney (2005)
- Thomas A. Murphy (1990)
- Charles W. Nash (1975)
- Henry J. Nave (1992)
- Heinrich Nordhoff (1985)
- Barney Oldfield (1968)
- Ransom E. Olds (1968)
- Carl Opel (1998)
- Ludwig Opel (1998)
- Wilhelm Opel (1998)
- Friedrich Opel (1998)
- Heinrich Opel (1998)
- Nicolaus Otto (1996)
- James Ward Packard (1999)
- William Doud Packard (1999)
- Wally Parks (2000)
- Thomas S. Perry (1996)
- Donald E. Petersen (1992)
- Richard Petty (2002)
- Armand Peugeot (1999)
- Charles M. Pigott (1998)
- Charles J. Pilliod (1992)
- Harold A. Poling (1999)
- Ralph Lane Polk (2001)
- Ferdinand Porsche (1987)
- Heinz Prechter (2004)
- William A. Raftery (1997)
- Alice Huyler Ramsey (2000)
- Louis Renault (2003)
- Walter P. Reuther (1990)
- Eddie Rickenbacker (1973)
- James M. Roche (1992)
- Willard F. Rockwell (1980)
- George W. Romney (1995)
- Frederick Henry Royce (1991)
- James A. Ryder (1985)
- Bruno Sacco (2006)
- Louis Schwitzer (1970)
- Kenneth W. Self (1994)
- Wilbur Shaw (1987)
- Carroll Shelby (1992)
- Owen R. Skelton (2002)
- Alfred P. Sloan (1967)
- Arthur O. Smith (1988)
- Lloyd R. Smith (1988)
- John F. Smith, Jr. (2005)
- Charles E. Sorensen (2001)
- Clarence W. Spicer (1995)
- Francis E. Stanley (1996)
- Freelan O. Stanley (1996)
- Walter W. Stillman (1987)
- John W. Stokes (1970)
- William B. Stout (2001)
- Robert A. Stranahan (1979)
- John M. Studebaker (2005)
- Harry C. Stutz (1993)
- Geniči Taguči (1997)
- Walter C. Teagle (1974)
- Ralph R. Teetor (1988)
- Henry H. Timken (1977)
- Eidži Tojoda (1994)
- Preston Tucker (1999)
- Edwin J. Umphrey (1974)
- Jesse G. Vincent (1971)
- Eberhard von Kuenheim (2004)
- Roy Warshawsky (2001)
- Elmer H. Wavering (1989)
- J. Irving Whalley (1981)
- Rollin H. White (1997)
- Walter C. White (1997)
- Windsor T. White (1997)
- John L. Wiggins (1975)
- C. Harold Wills (1970)
- Charles E. Wilson (1969)
- Alexander Winton (2005)
- Džiró Janase (2004)
- Fred M. Young (1986)
- Fred M. Zeder (1998)
- Ferdinand von Zeppelin (1998)

## Průmyslníkroku
- Dieter Zetsche (2005)
- Carlos Ghosn (2004)
- Michael J. Jackson (2003)
- G. Richard Wagoner, Jr. (2002)
- Fujio Cho (2001)
- Kenneth Way (2000)
- John Smith Jr. (1999)
- Southwood Morcott (1998)
- Alex Trotman (1997)
- Richard Dauch (1996)
- Robert Eaton (1995)
- Roger Penske (1994)
- Harold Poling (1993)
- Frederick Mancheski (1992)
- John Grettenberger (1991)
- Heinz Prechter (1990)
- Ruben Mettler (1989)
- Robert Galvin (1988)
- Donald Petersen (1987)
- Roger B. Smith (1986)
- John Curcio (1985)
- Philip Caldwell (1984)
- Roger B. Smith (1983)
- Lee Iacocca (1982)